# Saratoška kampanja
Saratoška kampanja leta 1777 je bil poskus Britancev, da pridobijo vojaški nadzor nad strateško pomembno dolino reke Hudson med  Ameriško osamosvojitveno vojno. Končala se je s predajo britanske vojske, kar zgodovinar Edmund Morgan opisuje kot »velik prelomni trenutek vojne, saj je Američanom prinesel tujo pomoč, ki je bila zadnji element potreben za zmago.«
Osrednji poudarek kampanje je načrtoval in sprožil generalporočnik John Burgoyne. Vodil je glavno silo z okoli 8.000 možmi in se je junija premaknil proti jugu iz Quebeca, se z ladjami odpravil proti jugu po jezero Champlainu do Fort Ticonderogae in od tam še naprej po jezeru George, nato je marširal po dolini Hudson do »Saratoge, New York«. Sprva se je tam srečal s patriotskimi branilci z mešanimi rezultati. Prelomnica kampanje se je zgodila avgusta v bitki pri Benningtonu, ko so sile milice iz Vermonta, New Hampshira in Massachusettsa porazile, ubile in ujele okoli 1000 nemških najemnikov iz Braunschweig–Lüneburga in hessenskih vojakov iz Burgoyneove vojske. Po izgubah v bitki pri Saratogi septembra in oktobra, je njegova slabša pozicija ter naraščajoča velikost ameriške vojske prisilila, da se je 17. oktobra predal ameriškemu generalu Horatio Gatesu.
V tej kritični britanski izgubi na bojišču se natančni premiki, ki so bili načrtovani daleč stran v Londonu, niso uresničili. Polkovnik Barry St. Leger je bil dodeljen, da se premakne na vzhod skozi dolino reke Mohawk proti Albany, New York, vendar je bil prisiljen v umik med obleganjem Fort Stanwixa, potem ko je izgubil svoje domorodne zaveznike. Velika ekspedicija, načrtovana z juga ni bila izvedena zaradi napačne komunikacije z Londonom, ko je general William Howe poslal svojo vojsko, da prevzame Philadelphio namesto, da bi jo poslal po reki Hudson, da bi se združil z Burgoyneom. Na hitro so bila narejena prizadevanja za okrepitev Burgoynea iz New Yorka v začetku oktobra, vendar je bilo prepozno.
Ameriška zmaga je bila ogromen dvig morale za novonastalo državo. Še pomembneje je, da je prepričala Francijo, da se pridruži vojni v zavezništvu z Združenimi državami, ki je odprto nudila denar, vojake in strelivo ter se borila v pomorski vojni po vsem svetu proti Britaniji.

## Britanska strategija
Proti koncu leta 1776 je bilo mnogim v Angliji jasno, da bo pomiritev Nove Anglije zelo težka zaradi visokega števila patriotov. Britanci so se odločili, da izolirajo Novo Anglijo in se osredotočijo na osrednje in južne regije, kjer so po njihovem mnenju lahko novačili lojaliste. Decembra 1776 se je general John Burgoyne srečal z Georgeom Germainom, britanskim ministrom za kolonije in vladnim uradnikom odgovornim za vodenje vojne, da bi določila strategijo za leto 1777.V Severni Ameriki sta bili dve glavni vojski, s katerima so operirali: vojska generala Guya Carletona v Québecu in vojska generala William Howa, ki je pregnala vojsko George Washingtona iz New Yorka v kampanji v New Yorku.

### Načrt generala Howea za napad na Filadelfijo
30. novembra 1776 je Howe — britanski vrhovni poveljnik v Severni Ameriki — pisal Germainu in mu predstavil ambiciozen načrt za kampanjo 1777. Howe je dejal, da bi lahko, če mu Germain pošlje znatne okrepitve, začel več ofenziv, vključno z napotitvijo 10.000 mož po reki Hudson v Albany. Potem bi se lahko jeseni Howe premaknil na jug in zasedel ameriško prestolnico Philadelphio.
Howe je kmalu po pisanju tega pisma spremenil mnenje: okrepitve morda ne bi prišle, umik kontinentale vojske preko zime 1776–77 pa je Filadelfijo naredil za vse bolj ranljiv cilj. Zato je Howe sklenil, da bo zasedba Filadelfije primarni cilj kampanje 1777. Howe je Germainu poslal ta spremenjeni načrt, ki ga je Germain prejel 23. februarja 1777.

### Burgoynov načrt za zajetje Albanyja
Burgoyne, ki je iskal možnost, da bi poveljeval večji sili, je predlagal, da izolira Novo Anglijo z invazijo iz Québeca v New York. To je že poskušal general Carleton leta 1776, čeprav je zaradi pozne sezone prenehal z izvedbo invazije. Carleton je bil v Londonu močno kritiziran, ker ni izkoristil ameriškega umika iz Quebeca, ter je bil tudi močno nesimpatičen Germainu. To, skupaj z neuspešnim poskusom osvojitve "Charlestona, Južna Karolina" njegovega nasprotnika britanskega generala Henryja Clintona, je Burgoyna postavilo v dobro pozicijo za prevzem poveljstva v severni kampanji leta 1777.
Burgoyne je 28. februarja 1777 predstavil pisni načrt lordu Germainu; Germain ga je odobril in dal Burgoynu poveljstvo glavne ekspedicije. Burgoynov invazijski načrt iz Quebeca je imel dve komponenti: peljal bi glavno silo približno 8000 moških na jug iz Montréala ob jezeru Champlain in dolini reke Hudson, medtem ko bi se druga skupina z približno 2000 možmi (ki jo je bil izbran voditi Barry St. Leger) premikala od jezera Ontario na vzhod po dolini Mohawk River kot strateška odvrnitev. Obe ekspediciji bi se združili v Albanyju v New Yorku, kjer bi se povezali z enotami iz Howeove vojske in napredovali po reki Hudson. Nadzor nad potjo od jezera Champlain–jezera George–reke Hudson od Kanade do New York Citya bi odrezal Novo Anglijo od preostale Amerike.
Zadnji del Burgoyneovega predloga, napredovanje Howeja po Hudsonu iz New York City, se je izkazal za najbolj kontroverzni del kampanje. Germain je odobril Burgoynov načrt po tistem, ko je prejel Howeovo pismo, v katerem je podrobno opisal svojo predlagano ofenzivo proti Filadelfiji. Ni jasno ali je Germain Burgoynu, ki je bil takrat še v Londonu, povedal o Howeovih spremenjenih načrtih: medtem ko nekateri viri trdijo, da je,  drugi navajajo, da Burgoyne ni bil obveščen o spremembah, dokler kampanja ni bila že dobro v teku. Zgodovinar Robert Ketchum verjame, da bi bil Burgoyne verjetno seznanjen s problemi, do katerih bi prišlo, če bi bil obveščen o philadelphijskem načrtu.
Ali so Germain, Howe in Burgoyne imeli enake pričakovanja glede stopnje, do katere je moral Howe podpreti invazijo iz Quebeca, prav tako ni jasno. Kar pa je jasno je, da je Germain bodisi pustil svojim generalom preveč svobode bodisi je bil brez jasno opredeljene splošne strategije. Marca 1777 je Germain odobril Howeovo filadelfijsko ekspedicijo in ni vključil nobenih izrecnih ukazov za Howea, da odide v Albany. 
Kljub temu je Germain tudi poslal Howeju kopijo svojih navodil Carletonu, v katerih je jasno pisalo, da naj severna vojska združi svoje sile z Howeovo vojsko v Albanyju. V pismu od Germaina do Howeja z dne 18. maja 1777 je jasno navedel, da naj bo philadelphijska ekspedicija »izvedena pravočasno, da lahko sodeluješ z vojsko, kateri je bilo naročeno, da se odpravi iz Kanade in se podredi tvojemu poveljevanju.« Vendar pa je Howe to zadnje pismo prejel šele po odhodu iz New Yorka proti Chesapeakeu. Za napad na Philadelphijo bi se Howe lahko premikal po kopnem skozi New Jersey ali po morju prek zaliva Delaware, obe možnosti bi mu omogočili, da pomaga Burgoynu, če bi to bilo potrebno. Končna pot, ki jo je izbral, prek zaliva Chesapeake, je bila izjemno zamudna in mu ni omogočila, da bi pomagal Burgoynu, kot si je Germain predstavljal. Odločitev je bila tako težko razumeti, da so ga Howeovi neusmiljeni kritiki obtožili namerne izdaje.
Burgoyne se je 6. maja 1777 vrnil v mesto Quebec, prinašajoč pismo Lorda Germaina, ki je predstavilo načrt, vendar je manjkalo nekaj podrobnosti. To je povzročilo še enega v vrsti konfliktov poveljevanja, ki so mučili Britance skozi celotno vojno. Generalmajor Burgoyne je tehnično prekašal majorja Carletona, toda Carleton je še vedno bil guverner Quebeca. Germainova navodila Burgoynu in Carletonu so vsebovala naročilo, da je Carletonova pristojnost bila omejena samo na operacije v Quebecu. Ta žalitev Carletona, skupaj z njegovim neuspehom pri prevzemu poveljstva nad ekspedicijo je privedla do njegovega odstopa pozneje leta 1777 in do njegovega zavrnitve, da bi posredoval vojake iz quebeških regimentov za zasedbo utrdb pri Crown Pointu in Ticonderoga potem, ko so bile zajete.

## Ameriška strategija
George Washington, katerega vojska je bila nameščena v Morristown, New Jersey in ameriško vojaško poveljstvo nista imela dobrega pregleda o britanskih načrtih za leto 1777. Glavna vprašanja v mislih Washingtona in njegovih generalov Horatio Gatesa in Philip Schuylerja - oba sta bila občasno odgovorna za severno območje ZDA in obrambo reke Hudson — so se nanašala na gibanje Howeove vojske v New Yorku. Nista imela pomembnih informacij o tem, kaj je bilo načrtovano za britanske sile v Quebecu, kljub Burgoynovim pritožbam, da vsak v Montrealu ve, kaj načrtuje. Trije generali so se razhajali glede tega, kakšno je bilo Burgoynovo najbolj verjetno gibanje, Kongres pa je prav tako podal mnenje, da se bo Burgoynova vojska verjetno premikala proti New Yorku po morju.
Deloma zaradi te negotovosti in dejstva, da bi bila patriotska oskrba izolirana, če bi Howe nastopil proti severu, ni bilo bistveno povečano število garnizonov pri Fort Ticonderoga in drugod v dolinah Mohawk in Hudson. Schuyler je aprila 1777 sprejel ukrep, da pošlje močan polk pod vodstvom polkovnika Petra Gansevoorta, da okrepi Fort Stanwix v zgornji dolini Mohawk kot korak v obrambi proti britanskim gibanjem v tem območju. Washington je prav tako ukazal, da naj se štiri polke zadržujejo v "Peekskillu, New Yorku" ter bi jih bilo mogoče usmeriti bodisi na sever bodisi na jug kot odgovor na britanska gibanja.
Ameriške enote so bile razpršene po New Yorku junija 1777. Približno 1.500 vojakov (vključno s tistimi polkovnika Gansevoorta) je bilo na postojankah ob reki Mohawk, približno 3.000 vojakov je bilo v višavju ob reki Hudson pod generalom Israelom Putnama+om, Schuyler pa je poveljeval približno 4.000 vojakom (vključno z lokalno milico in vojaki pri Ticonderogi pod St. Clairjem).

## Mednarodni interes
Že od sedemletne vojne so francoski zunanji ministri, začenši z César Gabriel de Choiseulom sledili ideji, da bi bila neodvisnost britanskih severnoameriških kolonij koristna za Francijo in da bi bili francoski poskusi, da pridobijo dele Kanade škodljivi za to zadevo. Ko je vojna izbruhnila leta 1775, je Charles Gravier, comte de Vergennes, takratni zunanji minister, začrtal vrsto predlogov, ki so privedli do tajne francoske in tudi španske podpore Kongresu ter nekaterih priprav na možnost vojne, vključno s širjenjem njihovih mornaric. Vergennes ni menil, da je odprta udeležba v vojni diplomatsko ali politično izvedljiva, dokler ni Washingtonova vojska pokazala svoje moči in sposobnosti za vojaške zmage brez pomembne pomoči.
Da bi spodbudil francosko sodelovanje v vojni, je Vergennes natančno spremljal novice iz Severne Amerike in Londona ter delal na odstranitvi ovir za špansko udeležbo v vojni. Vergennes je šel tako daleč, da je avgusta 1776 predlagal vojno kralju Ludviku XVI, a so novice o Howeovem zavzetju mesta New York pokopale ta načrt.

## Kampanja se začne
Večina Burgoyneove vojske je spomladi 1776 prispela v Quebec in sodelovala pri razbitju kontinentalne vojske v tej provinci. Poleg britanske redne vojske v Quebecu so bili vključeni tudi številni polki iz nemških kneževin Hesse-Cassel, Hesse-Hanau (iz katerega izhaja splošni izraz hessenski vojaki) in Braunschweig–Lüneburgers pod vodstvom barona Friedricha Adolph Riedesela. Od rednih sil je bilo 200 britanskih rednih vojakov in 300 do 400 Nemcev dodeljenih St. Legerjevi ekspediciji v dolino Mohawk, približno 3500 mož pa je ostalo v Quebecu, da bi zaščitili provinco. Preostale sile so bile dodeljene Burgoyneu za kampanjo v Albany. Redne sile bi morale biti okrepljene z do 2.000 pripadnikov milice zbranih v Quebecu; do junija je Carleton uspel zbrati le tri majhne čete. Burgoyne je prav tako pričakoval, da se bo ekspediciji pridružilo kar 1000 Indijancev. Približno 500 se jih je pridružilo med Montrealom in Crown PointOM.
Burgoynovo vojsko so pred odhodom iz Quebeca obremenjevale težave s transportom, kar očitno niti Burgoyne niti Carleton nista pričakovala. Ker je ekspedicija predvidevala, da bo večinoma potovala po vodi, je bilo na voljo le malo vozov, konjev in drugih tovornih živali za premikanje velike količine opreme in zalog po kopenskih  delih poti. Šele v začetku junija je Carleton izdal ukaze za izdelavo vozov, ki bi jih bilo dovolj za premikanje vojske. Posledično so bili vozovi slabo narejeni iz zelenega lesa, vozove pa so vozili civilisti, ki so predstavljali večje tveganje, da pobegnejo.
Dne 13. junija 1777 sta Burgoyne in Carleton pregledala zbrane sile pri St. Johnu na "Richelieu River", severno od jezera Champlain in Burgoyne je ceremonialno prevzel poveljstvo. Poleg petih plovil, zgrajenih prejšnje leto, je bilo zgrajeno še šesto, tri so bile zajete po "bitki pri Valcour Island". Ta so nudila nekaj transporta ter vojaško zaščito veliki floti transportnih čolnov, ki so prestavljali vojsko na jugu po jezeru.
Vojska, ki jo je Burgoyne odposlal naslednji dan je imela približno 7000 rednih vojakov in več kot 130 topov, ki so bili od lahkih možnarjev do 24-funtnih (11 kg) topov. Njegovi redni vojaki so bili organizirani v predhodnico pod brigadirjem Simonom Fraserjem in dve diviziji. Generalmajor William Phillips je vodil 3.900 britanskih rednih vojakov na desni, medtem ko je Baron Riedesel imel 3100 nemških najemnikov na levi. Njegove redne čete so bile dobro opremljen, vendar so bile nekatere, zlasti nekateri nemški dragonci slabo opremljeni za bojevanje v divjini.
Ekspedicija polkovnika St. Legerja je bila prav tako zbrana do sredine junija. Njegova sila, mešana skupina britanskih rednih vojakov, lojalistov, hessenskih najemnikov in rangerjev - lahke pehote specializirane za bojevanje v divjini, predvsem z Indijanci -  ki so skupaj štele približno 750 mož, je zapustila Lachine blizu Montreala 23. junija.

## Padec Ticonderoge
Burgoynova vojska je potovala po jezeru in do 30. junija zasedla nezaščiten Fort Crown Point. Aktivnosti Burgoynovih indijanskih bojevnikov so bile zelo učinkovite pri tem, da so Američani ostali brez informacij o njegovih premikih. General Arthur St. Clair, ki je bil pustil v poveljstvu Fort Ticonderoga in njegove okoliške obrambe garnizijo približno 3.000 rednih vojakov in milice, ni imel 1. julija nobenega pojma o polni moči Burgoynove vojske, katere veliki kontigenti so bili tedaj le 4 mi (6,4 km) stran.St.Clair je bil po naročilu generala Schuylerja dolžan vztrajati čim dlje in je načrtoval dve poti umika.
Odprti spopadi na zunanjih obrambnih delih Ticonderoge so se začeli 2. julija. Do 4. julija je bila večina ameriške garnizije v utrdbi Ticonderoga ali v bližini Mount Independence v Vermontu, obsežnih utrdbah na vermontski strani jezera. Ne da bi Američani vedeli, je njihov umik z zunanjega obrambnega položaja Britancem omogočil, da postavijo topništvo na vrh hriba, takrat poznanega kot Sugar Loaf (zdaj Mount Defiance (New York)|Mount Defiance), katerega višine so poveljevale utrdbi. St. Clair se je umaknil tisto noč, potem ko je 5. julija opazil britanske topove na Sugar Loaf, Burgoynovi možje pa so zasedli glavno utrdbo Ticonderogo in položaje na Mount Independence 6. julija. Neovirana predaja domnevno neosvojljive utrdbe je povzročila javno in politično razburjenje. Čeprav je kasnejša preiskava tako Schuylerja kot St. Claira oprala kakršnih koli kršitev pri umiku, je Drugi kontinentalni kongres avgusta zamenjal Schuylerja z generalom Horatio Gatesom kot poveljnikom severnega kontigenta kontinentalne vojske.
Burgoyne je poslal sile iz svoje glavnine, da bi zasledovale umikajočo se vojsko, ki jo je St. Clair poslal na jug po dveh različnih poteh. Britanci so vsaj trikrat dohiteli elemente umikajočih se Američanov. General Fraser in elementi Riedeselovih čet so se soočili z odločnim odporom v bitki pri Hubbardtonu 7. julija in istega dne se je predhodnica  glavne vojske srečala z umikajočimi se četami Piersa Longa v spopadu pri Whitehallu. Tem je sledil nov zastoj v bitki pri Fort Anne 8. julija, v katerem je bila prednja četa britanske vojske skoraj zdesetkana. Te akcije so Američane stale približno 50 % več žrtev kot tiste, ki so jih utrpeli Britanci, prisotnim britanskim častnikom pa so pokazale, da so Američani sposobni dati močan odpor. Burgoynova vojska se je zaradi akcij Ticonderoga zmanjšala za približno 1500 mož. Pustil je 400 mož v garniziji magazina pri Crown Pointu in dodatnih 900 za obrambo Ticonderoge, bitke, ki so sledile, pa so povzročile približno 200 žrtev.
Glavnina vojske St. Claira se je umaknila skozi New Hampshire Grants v Vermontu. St. Clair je pozval zvezne države k podpori milic in tudi uredil dostavo čim večjega števila živine in zalog na tem območju v Fort Edward na reki Hudson, kjer bi se ameriške vojske ponovno zbrale. St. Clair je dosegel Fort Edward 12. julija po petih dneh napornih pohodov. Nekateri ostanki, ki so bili raztreseni pri Hubbardtonu so se ponovno pridružili vojski, toda Seth Warner in ostanki njegovega polka so bili nameščeni v "Manchester, Vermont".

## Reakcija in zamuda
Burgoyne se je naselil v hiši lojalista Philipa Skeneja v Skenesboroju, medtem ko so se deli njegove vojske ponovno zbrali in je razmišljal o naslednjih korakih. Napisal je pisma, v katerih je opisoval britansko zmago, namenjeno javnosti. Ko je ta novica prišla do evropskih prestolnic, je bil kralj Jurij III. Britanski vesel, grof de Vergennes pa seveda ne, ker so novice učinkovito preprečile zgodnji predlog za francoski vstop v vojno. Britanski diplomati so povečali pritisk na Francoze in Špance, zahtevajoč, da zaprejo svoje pristanišča za ameriške ladje. Medtem ko je bil ta zahtevek zavrnjen, je to znatno povečalo napetosti med silami. Novice so bile prav tako strogo sprejete s strani Kongresa in ameriške javnosti, vključno z govoricami, da sta bila St. Clair in Schuyler podkupljena.
10. julija je Burgoyne izdal naročila za naslednjo serijo premikov. Večina vojske se je morala odpraviti po težki poti od Skenesbora do Fort Edwarda preko Fort Anne, medtem ko je bila težka artilerija prepeljana po jezeru George do Fort William Henry, nato pa po kopnem do Ft. Edward. Riedeselove enote so bile poslane nazaj po cesti proti Castletonu, predvsem kot odvrnitev, namenjena, da sugerira, da bi lahko ciljal na Connecticut River. Burgoynova odločitev, da vojsko premakne po kopnem preko Fort Anne je bila čudna, saj je nasprotovala njegovim prejšnjim komentarjem o načrtovanju ekspedicije, v katerih je prerokoval, da bi branilci zlahka blokirali to pot. Njegova odločitev se zdi, da je bila motivirana z dvema dejavnikoma; prvi je bila predstava, da bi premikanje vojske po vodi preko jezera George zahtevalo potezo, ki bi jo lahko razumeli kot umik, drugi pa vpliv Philipa Skeneja, katerega nepremičnina bi imela koristi od izboljšane ceste, ki bi jo moral zgraditi Burgoyne.
General Schuyler, ko je prejel novico o padcu Ticonderoge, se je takoj odpravili na Fort Edward, kjer je bila garnizija okoli 700 rednih vojakov in 1.400 milice. Odločil se je, da bo naredil Burgoynov prehod čim težji, uporabil je sekiro kot orožje; saj je bilo veliko lažje podreti velike drevesa na poti sovražnika, kot pa jih odstraniti potem, ko so bila podrta, to je upočasnilo Burgoynov napredek, utrudilo njegove enote in jih prisililo, da so porabili zaloge. 11. julija je Burgoyne napisal Lordu Germainu, pritožujejoč se, da Američani sistematično podirajo drevesa, uničujejo mostove in zajezijo potoke ob cesti do Fort Edward. Schuyler je prav tako uporabil taktiko požgane zemlje, da bi Britancem onemogočil dostop do lokalnih sredstev. Kljub Burgoynovi pomanjkljivosti gibanja so njegovi izvidniki ostajali aktivni; nekatere Schuylerjeve delovne ekipe so bile celo napadene.
Schuylerjevi načrti taktike so zahtevali, da Burgoyne zgradi cesto skozi divjino za svoje topove in enote, naloga, ki je trajala približno dva tedna. Odpravili so se iz Skenesbora 24. julija in dosegli Fort Edward 29. julija, pri čemer so ugotovili, da ga je Schuyler že zapustil med umikum, ki se je končal pri Stillwater, New York. Preden je zapustil Skenesboro, se je Burgoynu pridružilo približno 500 Indijancev (večinoma Ottawa, pa tudi Meskwaki, Mississaugas, Ojibwe, pa tudi člani Irokezov) iz regije Velika jezer pod vodstvom St. Luc de la Corne in Charles Michel de Langlade.

## Ekspedicija St. Legerja
Polkovnik St. Leger je napredoval po reki Reki vetega Lovrenca z čolni in prečkal Ontarijsko jezero ter prispel v Oswego brez incidentov. Imel je okoli 240 britanskih rednih vojakov, podprtih s 90 lovcev iz Hesse-Hanau, 250 lojalisti iz Kraljevega kraljevega regimenta New Yorka in 50  milice iz Kanade. Pridružilo se jim je 100 britanskih indijanskih borcev - rangerjev - pod vodstvom Johna Butlerja in 800 avtohtonih bojevnikov pod vodstvom irokeških vojnih poglavarjev Sayenqueraghta, Cornplanterja in Joseph Branta.
Zapustivši Oswego 26. julija, je ekspedicija pohitela do Fort Stanwixa ob reki Mohawk in začela obleganje 2. avgusta. Približno 800 članov milice okrožja Tryon in njihovih Oneida zaveznikov je pohitelo, da bi olajšali obleganje, vendar jih je 6. avgusta na Bitki pri Oriskanyu napadla enota St. Legerjeve sile. Po večurnem boju je St. Legerjeva enota opustila svoj napad. To je pustilo Američane, da zadržijo bojišče, vendar so bili prisiljeni umakniti se zaradi katastrofalnih izgub, ki so jih utrpeli, vključno s smrtno ranitvijo njihovega voditelja, brigadirja Nicholas Herkimerja.
Bojevniki iz irokeških plemen so se borili na obeh straneh bitke, kar je označevalo začetek[državljanske vojne znotraj njihovih 6 plemen. Med akcijo pri Oriskanyu so oblegani Američani izpeljali izpad iz Fort Stanwix in napadli skoraj prazno domorodno taborišče. To, skupaj z znatnimi izgubami, ki so jih utrpeli pri Oriskanyu, je bil velik udarec moralu St. Legerjevih domačih zaveznikov.
10. avgusta je Benedict Arnold odšel iz Stillwater, New Yorka do Fort Stanwixa z 800 vojaki kontinentalne vojske iz Schuylerjeve severne enote. Pričakoval je, da bo rekrutiral člane milice okrožja Tryon, ko bo prispel v Fort Dayton 21. avgusta. Arnold pa je lahko zbral le približno 100 mož, saj so se mnogi pripadniki milice, ki so bili pri Oriskany, odrekli sodelovanju. Arnold se je namesto tega zatekel k ukani. Pripravil je pobeg enega izmed lojalističnih ujetnikov, ki je prepričal St. Legerja, da Arnold prihaja z veliko večjo enoto, kot jo je dejansko imel. Ko so prejeli to novico, so se St. Legerjevi domači zavezniki umaknili in vzeli večino preostalih zalog s seboj.
St. Leger je bil prisiljen opustiti obleganje in se vrniti nazaj preko Oswego v Quebec. Arnold je poslal enoto na jezero Oneida v pregon, vendar je ostanek svoje sile obrnil proti vzhodu, da bi se ponovno pridružil ameriškim silam v Saratogi. St. Leger je končno prispel z enotami svoje ekspedicije v Fort Ticonderoga 27. septembra. Njihov prihod je bil prepozen, da bi učinkovito podprli Burgoyna, katerega vojska je bila že obkoljena z rastočimi ameriškimi silami okoli njega.

## Naraščajoče težave
Napredovanje Burgoyneove vojske do Fort Edwarda je, kot pri Ticonderogi, predhodno sledil napad Indijancev, ki so pregnali majhno skupino vojakov, ki jih je tam pustili Schuyler. Ti zavezniki so postali nestrpni in so začeli napadati na družine in naselja v okolici, kar je povečalo, namesto da bi zmanjšalo lokalno podporo ameriškim upornikom. Zlasti smrt mlade lojalistične naseljenske Jane McCrea od strani Indijancev je bila na široko razglašena naokoli in je služila kot katalizator za podporo uporniškim silam, saj je bila Burgoynova odločitev, da ne kaznuje storilcev razumljena kot nezmožnost ali nevoljnost, da bi obvladal Indijance.
Čeprav je večina njegove vojske pripotovala od Skenesboro do Fort Edward v samo petih dneh, je pomanjkanje ustreznega prevoza znova zadržalo vojsko, saj je oskrbovalni pratež, ki mu je primanjkovalo vlečnih živali in vozov, ki bi bili sposobni prestati težke poti skozi divjino, potreboval čas, da sledi.
3. avgusta so glasniki generala Howea končno uspeli priti skozi ameriške črte do Burgoyneovega tabora pri Fort Edward. (Številni poskusi britanskih generalov, da bi komunicirali, so bili preprečeni z ujetjem in obešanjem njihovih glasnikov s strani Američanov.) Glasniki niso prinesli dobrih novic. 17. julija je Howe napisal, da se pripravlja na odhod po morju s svojo vojsko, da bi zavzel Filadelfijo, in da bo general Clinton, odgovoren za obrambo New Yorka, "deloval, kot bodo dogodki pokazali". Burgoyne je zavrnil razkritje vsebine tega sporočila svojemu osebju.
Ko je spoznal, da ima zdaj resen problem z oskrbo, je Burgoyne sklenil ukrepati po predlogu, ki mu ga je Riedesel predstavil julija. Riedesel, čigar sile je Burgoyne nekoč postavil v Castleton, ko je bil v Skenesboru, je opazil, da je območje bogato z vlečnimi živalmi in konji, ki bi jih lahko zasegli v korist vojske (vključno z opremljanjem Riedeselovih dragoncev, ki so bili trenutno brez konjev). V prizadevanju za to idejo je Burgoyne poslal polk Friedrich Bauma, naj pridobi dobave iz orožarne v Bennington, Vermont 9. avgusta, skupaj z nekaterimi dragonci. Večina Baumove enote se nikoli ni vrnila iz bitke pri Benningtonu 16. avgusta, njene okrepitve, ki jih je poslal za njimi, so se vrnile, potem ko so bile zdesetkane v isti bitki, kar je Burgoyna prikrajšalo za skoraj 1.000 mož in nujno potrebne oskrbe. Burgoyne ni vedel, da je bil odgovor na St. Clairjeve pozive po podpori milice po umiku iz Ticonderoge in da je general John Stark na Benningtonu postavil 2.000 mož. Starkove sile so obkolile Baumove pri Benningtonu, ubile njega in ujele velik del njegove enote.
Smrt Jane McCrea in Bitka pri Benningtonu sta, poleg tega, da sta delovala kot vpoklici za Američane, imela še en pomemben učinek. Burgoyne je za McCreino smrt obtožil svoje indijanske in kanadske zaveznike in celo potem, ko so Indijanci izgubili 80 svojih mož, Burgoyne ni izkazal nobene hvaležnosti. Zaradi tega so Langlade, La Corne in večina Indijancev zapustili britanski tabor, kar je Burgoynu pustilo manj kot 100 indijanskih izvidnikov. Burgoyne je ostal brez zaščite v gozdovih pred ameriškimi rangerji. Burgoyne bo kasneje La Corna obtožil, da ga je zapustil, medtem ko je La Corne odgovoril, da Burgoyne nikoli ni spoštoval Indijancev. V britanskem parlamentu je lord Germain stal na strani La Corna.

## Ameriške spremembe načrta
Medtem ko je taktika odlašanja dobro delovala na terenu, je bil izid na Kontinentalni kongres povsem druga zgodba. General Horatio Gates je bil v Philadelphiji, ko je kongres razpravljal o svojem šoku ob padcu Ticonderoge in Gates je bil bolj kot ne pripravljen pomagati pri iskanju krivcev pri neodločnih generalih. Nekateri v kongresu so že bili nestrpni do generala George Washingtona, želeli so veliko, direktno soočenje, ki bi morda uničilo okupacijske sile, vendar se je Washington bal, da bo v drugačnem scenariju Američani vojno verjetno  izgubili. John Adams, vodja vojne komisije, je pohvalil Gatesa in pripomnil, da "nikoli ne bomo zadržali položaja, dokler ne ustrelimo generala." Kljub nasprotovanju newyorške delegacije je kongres poslal Gatesa, da prevzame poveljstvo nad severnim kontingentom 10. avgusta. Prav tako je ukazal državam od Pensilvanije do Massachusettsa, naj pokličejo svoje milice.
19. avgusta je Gates prispel v Albany, da prevzame nadzor. Njegovo obnašanje je bilo hladno in arogantno, Schuylerja pa je opazno izključil iz svojega prvega vojnega sveta. Schuyler je kmalu odpotoval v Philadelphijo, s čimer je Gatesa prikrajšal za njegovo intimno poznavanje območja.
Skozi avgust in v začetku septembra so enote milic prihajale v taborišča Kontinentalne vojske ob Hudsonu. Te so bile okrepljene s četami, ki jih je Washington poslal na sever iz Hudson Highlands kot del operacije generala Arnolda za osvoboditev Stanwixa. Te čete so prispela konec avgusta in vključevale so odlične strelce iz Daniel Morganovega strelskega korpusa, ki jih je poslal na sever iz svoje lastne vojske. Novice o ameriških uspehih pri Benningtonu in Fort Stanwix, v kombinaciji z ogorčenjem ob smrti Jane McCrea, so zbudile podporo in povečale Gatesovo vojsko na več kot 6.000 vojakov. To število ni vključevalo Starkove majhne vojske pri Benningtonu, ki se je zmanjšala zaradi bolezni in odhoda nekaterih njegovih enot, vendar je bila tudi okrepljena še s številnimi stotinami vojakov, ki jih je zbral general Benjamin Lincoln, ki je bil zadolžen za napade na Burgoyneovo oskrbo in komunikacije.

## Saratoga
Bitka pri Saratogi je pogosto prikazana kot en sam dogodek, vendar je bila v resnici mesec dolg niz manevrov, prekinjen z dvema bitkama. Na začetku septembra 1777 je bila Burgoyneova vojska, ki je imela nekaj več kot 7.000 mož locirana na vzhodni obali Hudsona. Izvedel je za neuspeh St. Legerja pri Stanwixu 28. avgusta in še prej, da mu Howe ne bo nudil omembe vredne podpore iz New Yorka. Soočen z nujnostjo, da doseže obrambna zimska prebivališča, kar bi zahtevalo bodisi umik nazaj v Ticonderogo bodisi napredovanje v Albany, se je odločil za slednje. Po tej odločitvi je sprejel še dve ključni odločitvi. Odločil se je, da namerno prekine komunikacije na sever, da ne bi bilo treba vzdrževati verige močno utrjenih postojank med njegovim položajem in Ticonderogo in se odločil, da bo prečkal reko Hudson, medtem ko je bil v relativno močni poziciji. Zato je naročil Riedeselu, katerega sile so bile zadaj, da zapustijo postojanke od Skenesboroja navzdol in naročil vojski, da prečka reko nekoliko severno od Saratoge, (zdaj Schuylerville), kar je naredil med 13. in 15. septembrom. Počasi, saj je odhod njegovih indijanskih zaveznikov oslabil njegovo izvidništvo, je Burgoyne napredoval na jug. 18. septembra je predhodnica njegove vojske dosegla položaj tik severno od Saratoge, približno 4 mi (6,4 km) od ameriške obrambne črte in je prišlo do spopadov med vodilnimi enotami.
Ko je Gates prevzel Schuylerjevo vojsko, je bila večina le-te locirana blizu ustja reke Mohawk, južno od Stillwater. 8. septembra je ukazal vojski, ki je imela takrat približno 10.000 ljudi (od katerih je bilo okoli 8.500 vojnega osebja), da se premakne v Stillwater z namenom vzpostavitve obrambe tam. Poljski inženir Tadeusz Kościuszko (pozneje znan po vstaji na Poljskem proti Ruskemu cesarstvu je ugotovil, da območje ni primerno za ustrezna obrambna dela, zato je bila najdena nova lokacija približno 3 mi (4,8 km) severneje (in približno 10 mi (16 km) južno od Saratoge). Na tej lokaciji je  Kościuszko zasnoval obrambne črte, ki segajo od reke do klifov imenovanih Bemis Heights.
Desno krilo teh obramb je bila nominalno dodeljeno generalu Lincolnu, vendar je Gates, saj je vodil enote, namenjene odvrnitvi proti Ticonderogi, prevzel poveljstvo nad tem delom črte sam. Gates je generalu Arnoldu, s katerim je pred tem imel dober odnos, dal poveljstvo nad levim krilom vojske, zahodnimi obrambami na Bemis Heights. Odnos med obema se je poslabšal, ko je Arnold izbral, da bo v svojo enoto zapolnjeval z prijatelji Schuylerja, katerega je Gates sovražil. Skupaj z vzkipljivima značajema tako Gatesa kot Arnolda je to končno pripeljalo do notranjih sporov.

### Farma Freeman
Oba generala Burgoyne in Arnold sta prepoznala pomen ameriškega levega kraka. Burgoyne je spoznal, da bi lahko ameriški položaj obšli in razdelil svoje sile, ter poslal veliko enoto proti zahodu 19. septembra. Arnold, ki je prav tako prepoznal, da je britanski napad na levi krak verjeten, je prosil Gatesa za dovoljenje, da premakne svoje sile na Freemanovo farmo, da bi prestregel  to manever. Gates je zavrnil splošno premikanje, saj je želel počakati za svojimi obrambami linijami na pričakovani sprednji napad; vendar je dovolil Arnoldu, da pošlje Morganove strelce in nekaj lahkih pešcev na izvidnico v sili. Te sile so povzročile Bitko pri Freemanovi farmi, ko so stopile v stik z Burgoynovim desnim krakom. V naslednji bitki so Britanci prevzeli nadzor nad Freemanovo farmo, vendar po ceni 600 žrtev, deset odstotkov njihovih sil.
Po bitki se je spor med Gatesom in Arnoldom razplamtel. Gates ni omenil Arnolda v uradnem poročilu o bitki, ki ga je poslal Kongresu, temveč je tudi dal  Morganove enote (ki so bile tehnično neodvisne, vendar so delovalo pod Arnoldovim poveljstvom v bitki) pod svoje neposredno poveljstvo. Arnold in Gates sta imela glasno razpravo v Gatesovih prostorih, v kateri je Gates dejal, da ga bo general Lincoln zamenjal. Po razpravi je Arnold sestavil pismo Gatesu, v katerem je opisal svoje pritožbe in zahteval premestitev pod Washingtonovo poveljstvo. Gates je Arnoldu dal dovoljenje za odhod in nadaljeval z nalaganjem malih poniževanj Arnoldu. Pogosto omenjen razlog, zakaj je Arnold izbral, da ostane je, da ga je peticija, ki so jo podpisali vsi častniki razen Gatesa in Lincolna prepričala, da ostane. Medtem ko so bile predloge za tak dokument obravnavane, ni sodobnih dokazov, da bi bil dejansko pripravljene in podpisan.
Burgoyne je razmišljal o ponovnem napadu naslednji dan, vendar ga je odpovedal, ko je Fraser opomnil, da so mnogi možje utrujeni od prejšnjih naporov. Zato je zasidral svojo vojsko in čakal na novice, da bo prejel pomoč z juga, saj je pismo, ki ga je prejel od generala Clintona v New Yorku 21. septembra, nakazovalo, da bi premik po Hudsonu odvrnil del Gatesove vojske. Čeprav je bil seznanjen s stalnimi dezertacijami, ki so zmanjšale velikost njegove vojske, in da vojska primanjkuje hrane in drugih kritičnih preskrb,  ni vedel, da se ameriška vojska tudi dnevno povečuje, ali da je Gates imel obveščevalne informacije o tem, kako resna je situacija v njegovem taboru.

### Napad na Ticonderogo
Neznana za nobeno stran v Saratogi do konca bitke, sta general Lincoln in polkovnik John Brown izvedla napad na britansko pozicijo v Fort Ticonderoga. Lincoln je do začetka septembra zbral 2.000 mož pri Benningtonu. Potem ko so marširali severno proti Pawlet, so prejeli obvestilo, da bi lahko bila straža pri Ticonderogi ranljiva na presenečenje. Lincoln je poslal tri odrede po 500 mož k »motnjam, delitvam in odvračanju sovražnika«. Eden je šel v Skenesboro, za katerega se je izkazalo, da ga Britanci zapustili. Drugi je šel zasedet Mount Independence na vzhodni strani jezera Champlain, medtem ko je tretji, ki ga je vodil John Brown, pristopil k Ticonderogi.
Zjutraj 18. septembra je Brown presenetil britanske branilce na južnem koncu poti za prenašanje, ki povezuje jezero George z jezerom Champlain. Hitro se je premikal po poti, njegovi možje so nadaljevali s presenečenjem britanskih branilcev in zajemanjem topov, dokler niso dosegli višine zemlje tik preden so prišli do Ticonderoge, kjer so zasedli "stare francoske linije" (tako imenovane, ker je tam francoska obramba neverjetno zdržala pred veliko večjo britansko vojsko v bitki pri Carillonu 1758). Na poti je rešil 100 ameriških ujetnikov (s tem je povečal velikost svoje enote) in zajel skoraj 300 Britancev. Njegovo zahtevo za predajo trdnjave so zavrnili, Brownovi možje in trdnjava sta si izmenjavali topniške krogle naslednje štiri dni, z malo učinka. Ker ni imel dovolj človeških virov, da bi dejansko napadel trdnjavo, se je Brown umaknil na jezero George, kjer je neuspešno poskušal zasedeti skladišče na otoku v jezeru.
General Gates je na dan Freemanovega doma poslal pismo Lincolnu in naročil, da se njegov oddelek vrne v Saratogo in da "ne sme biti izgubljen niti trenutek". Lincoln je dosegel Bemis Heights 22. septembra, vendar njegovi zadnji vojaki niso prispeli do 29.

### Sir Henry Clinton poskuša odvrniti napad
General Howe, ko je zapustil New York in se odpravlja v Philadelphio, je general sir Henry Clinton prevzel odgovornost za obrambo New Yorka, z navodili, da naj pomaga Burgoynu, če se pojavi priložnost. Clinton je 12. septembra napisal Burgoynu, da bo »napadel [Fort] Montgomery čez približno deset dni«, če »misliš, da bi ti 2.000 mož lahko učinkovito pomagalo«. Ko je Burgoyne prejel pismo, je takoj odgovoril in prosil Clintona za navodila ali naj poskusi napredovati ali se umakniti, glede na verjetnost Clintonovega prihoda v Albany za podporo. Burgoyne je navedel, da če odgovora ne bo prejel do 12. oktobra, bo prisiljen umakniti se.
3. oktobra je Clinton odplul po reki Hudson s 3.000 moškimi in 6. oktobra, en dan po prejemu Burgoynovega apeliranja, zasedel visoki trdnjavi Clinton in Montgomery. Burgoyne nikoli ni prejel Clintonovih sporočil po tej zmagi, saj so bili vsi trije kurirji ujeti. Clinton je nadaljeval po zmagi z razstavljanjem verige preko Hudsona in poslal napadalno enoto po reki, ki je prišla do Livingstonovega dvorca 16. oktobra, preden se je obrnila nazaj. General Philip Schuyler je našel prostor ob reki Hudson za gradnjo garnizijske hiše, kjer so imeli Indijanci nekaj naselij. Ta gradnja je povzročila, da so Indijanci izgubili ta ribolovni teren. Novica o Clintonovih premikih je dosegla Gatesa šele po Bitki pri Bemis Heights.

### Bemis Heights
Poleg Lincolnovih 2000 mož je v ameriški tabor vdrla milica, kar je povečalo ameriško vojsko na več kot 15.000 mož. Burgoyne, ki je 3. oktobra svoji vojski naložil omejeno prehrano, je naslednji dan sklical svet. Odločitev te seje je bila, da pošljejo izvidnico v močeh približno 1700 mož proti ameriškemu levemu krilu. Burgoyne in Fraser sta to enoto vodila zgodaj popoldne 7. oktobra. Njihovi premiki so bili opazovani, Gates pa je želel ukazati, da naj le Daniel Morganovi možje nasprotujejo. Arnold je dejal, da to očitno ni dovolj in da je potrebno poslati veliko enoto. Gates, ki ga je Arnoldov ton še enkrat odvrnil, ga je odslovil z besedami: »Nimaš posla tukaj«. Vendar pa je Gates sprejel podobne nasvete, ki jih je dal Lincoln. Poleg tega, da je poslal Morganovo enoto okoli britanske desnice, je tudi poslal Enoch Poorovo brigado proti Burgoynovemu levemu krilu. Ko je Poorjevi možje vzpostavili stik, je bila bitka pri Bemis Heights v teku.
Začetni ameriški napad je bil zelo učinkovit, Burgoyne pa je poskušal ukazati umik, vendar je njegov pomočnik bil ustreljen, preden je lahko ukaz razglasil. V intenzivnih bojih so bili krila Burgoynovih sil izpostavljena, medtem ko so Braunschweig–Lüneburgers v središču zdržali Learnedov odločen napad. General Fraser je bil v tej fazi bitke smrtonosno ranjen. Čeprav pogosto trdijo, da je to delo Timothyja Murphyja, enega izmed Morganovih moških, se zdi, da je zgodba iz 19. stoletja izmišljotina. Po Fraserjevi smrti in prihodu dodatnih ameriških enot je Burgoyne ukazal, da se tisto, kar je ostalo od enote, umakne za njihove utrjene položaje.
General Arnold, razočaran zaradi bojevanja, v katerem ni sodeloval, je odjahal z ameriškega poveljstva, da bi se pridružil spopadu. Arnold, za katerega so nekateri trdili, da je bil v "pijanem besu", je napadel britansko pozicijo. Desna stran britanske črte je obsegala dve zemeljski reduti, ki sta bili zgrajeni na Freemanovi kmetiji in sta bila zasedeni s Braunschweig–Lüneburgers pod Heinrichom von Breymannom in lahko pehoto pod Alexanderom Lindsayom, 6th Earl of Balcarres]. Arnold je najprej zbral enote, da napadejo Balcarresovo reduto, vendar brez uspeha. Potem je pogumno odjahal skozi odprtino med dvema redutama, prostor, ki ga je varovala majhna enota kanadskih iregularcev. Learnedovi moški so ga spremljali in napadli odprto zadnjo stran Breymannove redute. Arnoldov konj je bil ustreljen pod njim, kar ga je pahnilo na tla in zlomilo nogo. Breymann je bil ubit v spopadu, njegova pozicija pa je bila zasedena. Vendar se je noč spuščala in bitka je prišla do konca. Bitka je bila velik poraz za Burgoynove enote: skoraj 900 moških je bilo ubitih, ranjenih ali ujeta, v primerjavi s približno 150 Američani.

## Predaja
Simon Fraser je naslednje jutro umrl za svojimi ranami in je bil pokopan ob sončnem zahodu naslednji dan. Burgoyne je ukazal vojski, katere utrdbe so bile neprekinjeno nadlegovane s strani Američanov, da se umakne. Ena od posledic spopadov je bila, da je bil general Lincoln tudi ranjen. V kombinaciji z Arnoldovimi ranami je to Gatesa prikrajšalo za njegova dva glavna terenska  poveljnika.
Pred težkim deževjem in napadi na kolono s strani kontinentalne vojske je britanska vojska potrebovala skoraj dva dni, da so prispeli v Saratogo. Burgoyna so ovirale logistične težave v ameriškem taboru, kjer so zamude pri dostavi in razdeljevanju prehrane otežile vojski napredovanje. Gates je ukazal odredom, da zavzamejo položaje na vzhodni strani Hudson reke, da bi preprečili morebitne poskuse prečkanja. Do jutra 13. oktobra je bila Burgoynova vojska popolnoma obkoljena, zato je njegovo svetovanje glasovalo za odprtje pogajanj. Pogoji so bili dogovorjeni 16. oktobra, za katere je Burgoyne vztrajal, da jih imenuje konvencija namesto kapitulacija.
Frederika Charlotte Riedesel, žena poveljnika nemških najemniških enot v svojem dnevniku živo opisuje zmedo in lakoto, ki sta pestila umikajočo britansko vojsko. Njena pripoved o preganjanju in smrti vojakov ter o prestrašenih ženskah, ki so se zatekle v klet tistega, kar je pozneje postalo znano kot "Marshall House", dramatizira obup oblegane vojske.
17. oktobra je Burgoynova vojska kapitulirala s polnimi častmi. Burgoyne je svojo meč predal Gatesu, ki ga je takoj vrnil kot znak spoštovanja. Burgoynova vojska, ki je štela približno 6.000 vojakov je šla mimo in odložila orožje, medtem ko sta ameriški in britanski orkester igrala "Yankee Doodle" in "The British Grenadiers".

## Posledice
Britanske čete so se novembra umaknile iz Ticonderoge in Crown Pointa, jezero Champlain pa je bilo na začetku decembra prosto britanskih četi. Ameriške čete so imele, nasprotno, še vedno delo. Opozorjeni na napade generala Clintona na Hudsonu, je večina vojske 18. oktobra krenila proti jugu proti Albanyju, medtem ko so druge enote spremljale Convention Army na vzhod. Burgoyne in Riedesel sta postala gostja generala Schuylerja, ki je prišel iz Albanyja, da bi videl kapitulacijo. Burgoynu je bilo dovoljeno, da se maja 1778 vrne v Anglijo na parole, kjer je naslednja dva leta zagovarjal svoje dejanja v parlamentu in medijih. Končno je bil izmenjan za več kot 1.000 ameriških ujetnikov.
Kot odgovor na Burgoynovo kapitulacijo je Kongres 18. decembra 1777 razglasil za nacionalni dan »Zahvalni dan in pohvalo« v priznanje vojaškega uspeha pri Saratogi; to je bilo prvo uradno praznovanje tega imena v državi.

### Konvencionalna vojska
Po pogojih konvencije je morala Burgoynova vojska marširati v Boston, kjer bi jih britanske ladje prepeljale nazaj v Anglijo, pod pogojem, da člani ne sodelujejo v konfliktu, dokler niso formalno izmenjani. Kongres je zahteval, da Burgoyne predloži seznam enot v vojski, da bi lahko uveljavili pogoje dogovora glede prihodnjega boja. Ko je zavrnil, je Kongres sklenil, da ne bo spoštoval pogojev konvencije in vojska je ostala v ujetništvu. Vojska je bila nekaj časa zadržana v redkih taboriščih po Ni Angliji. Čeprav so bili posamezni oficirji izmenjani, je večina "Konvencijske vojske" v končni fazi marširala proti jugu v Virginia, kjer je ostala ujetnica več let. Med svojim ujetništvom je veliko število moških (več kot 1.300 v prvem letu) pobegnilo in dejansko dezertiralo ter se naselilo v Združenih državah.

## Posledice
Postavljeno 1887

JOHN WATTS de PEYSTER
 
Brev: Maj: Gen: S.N.Y.
 
2. V. Predsednik Saratoga Mon't Ass't'n:
 
V spomin
 
na najbolj briljantnega vojaka
 
Kontinentalne vojske
 
ki je bil hudo ranjen
 
na tem mestu, sally portu
 
BORGOYNESEGA VELIKANSKEGA ZAVETIŠČA
 
7. oktober 1777
 
ki je svojim rojakom prinesel
 
odločno bitko ameriške
 
revolucije
 
in si sam pridobil rang
 
generalmajorja

Vpis na Boot Monument
4. decembra 1777 so dosegli novico Benjamin Franklinu v Versaillesu, da je Philadelphija padla in da se je Burgoyne predal. Dva dni pozneje je kralj Ludvik XVI. Francoski privolil v pogajanja za zavezništvo. Pogodba je bila podpisana 6. februarja 1778, Francija je mesec dni kasneje razglasila vojno Britaniji, z začetkom spopadov v pomorskih spopadih pri Ushantu junija. Španija se v vojno ni vključila pred letom 1779, ko je stopila v vojno kot zaveznica Francije v skladu s tajno Pogodbo Aranjuez. Diplomati Vergennesa po vstopu Francije v vojno so prav tako močno vplivale na kasnejši vstop Nizozemske v vojno, in deklaracije o nevtralnosti drugih pomembnih geopolitičnih akterjev, kot je Rusija.
Britanska vlada Lord Northa je bila tarča ostrih kritik, ko je vest o Burgoyneovem predaji prispela v London. O Lordu Germainu so rekli, da »je sekretar nezmožen voditi vojno« in Horace Walpole je menil (kar se je kasneje izkazalo za napačno), da »smo ... zelo blizu konca ameriške vojne«. Lord North je predstavil predlog za mirovne pogoje v parlamentu, ki niso vključevali neodvisnosti; ko so bili ti končno dostavljeni Kongresu s strani Carlisle Peace Commission, so bili zavrnjeni.

## Obeležja
Večina bojišč kampanje je bila na nek način ohranjena, običajno kot državni ali nacionalni parki, pa tudi kot zgodovinske lokacije pod državno ali zvezno upravo. Nekateri spomeniki, postavljeni za označevanje bitk, so navedeni kot National Historic Landmark in nekateri so ločeno navedeni na National Register of Historic Places. Mnoge bitke se redno ponavljajo, bitka pri Benningtonu (čeprav se je dejansko odvijala v sedanjih Walloomsac, New York) pa je v zvezni državi Vermont označena z Bennington Battle Day. 
Spomini na prispevke Benedicta Arnolda k ameriškemu uspehu kampanje so še posebej pomembni. Obelisk v narodnem zgodovinskem parku Saratoga ima na treh od štirih strani niše. Park vsebuje tudi Boot Monument, ki, čeprav spet ne identificira Arnolda po imenu, jasno časti njegov doprinos v drugi bitki pri Saratogi.
Letalonosilke iz obdobja druge svetovne vojne USS Saratoga (CV-3), USS Oriskany in USS Bennington (CV-20) so poimenovane po bitkah Saratogske kampanje.